# Kjerrulf
Kjerrulf, också i formerna Kjærulff, Kjærulf, Kierulff, Kierulf, Kjerulf, Kiærulf, Kærulf, Kjaerulf, är från början en nordjylländsk släkt, från Vendsyssel, där den kan föras tillbaka till början på 1400-talet.
Släktens stamfader var Anders Andersen Ulff eller Wolf som invandrade från Holstein. Denna släkt förde i sitt vapen en "graa ulv gangendes" och skall ha sitt ursprung i den klan av släkter från Holstein som alla bar en varg i sitt vapen, dessa var: von der Wisch, Pogwisch och Wulf (Knop, Langelowe och Brokow). Släkten har i dag förgreningar i många länder, speciellt i Danmark, Norge, USA och Filippinerna. Många av de svenska ättlingarna härstammar från Martinus Nicolai Kjerrulf som var regementspastor i greve Aschebergs regemente i Halland. Bland ättlingarna adlades en gren Kjerrulf von Wolffen 1772.
Kjerrulfsläkten har upprättat en släktförening, som arrangerar möten vart fjärde år. 
Släkten och dess ursprung är omfattande och systematiskt beskrivet i Carl Klitgaard: "Kjærulfske Studier" (Aalborg 1917). Släktlinjerna finns uppdaterade i Charles Kierulff: "Twentieth Century Kjaerulfs" (Kalifornien 1986).

## Personer med efternamnet Kjerrulf eller med varianter av detta namn
- Alfred Kjærulf (1882–1938), dansk författare av sångtexter och revyer
- Charles Kjerulf (1858–1918), dansk musikjournalist och kompositör
- Gustaf Kjerrulf (1861–1931), svensk veterinär
- Halfdan Kjerulf (1815–1868), norsk tonsättare
- Harald Kjerrulf (1880–1955), läkare
- Helge Kjærulff-Schmidt (1906–1982), dansk skådespelare
- Jan Kjærulff (1943–2006), dansk båtkonstruktör
- Otto Richard Kierulf (1825–1897), norsk militär och statsman
- Theodor Kjerulf (1825–1888), norsk geolog och poet